# 焰形劍

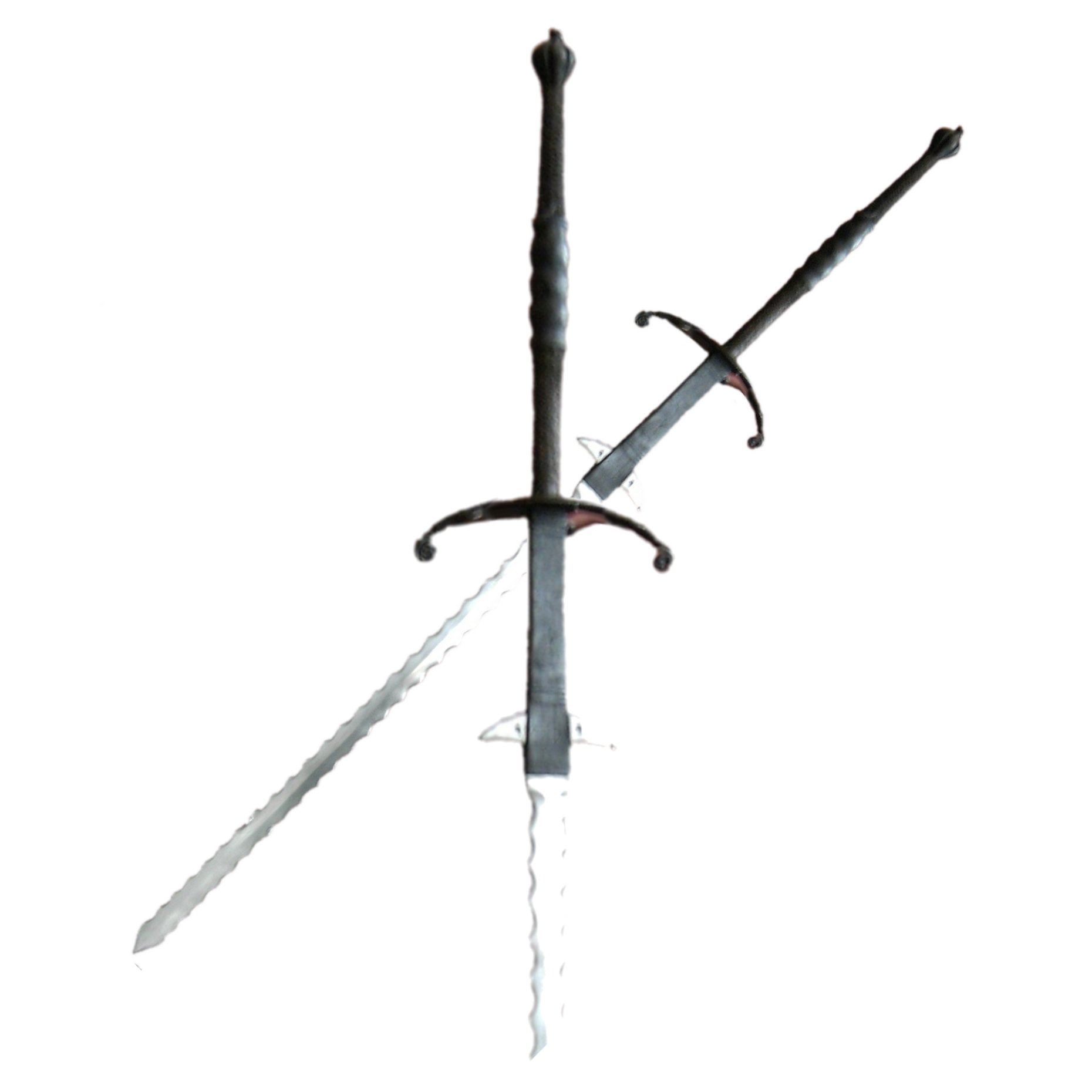
焰形双手大剑。

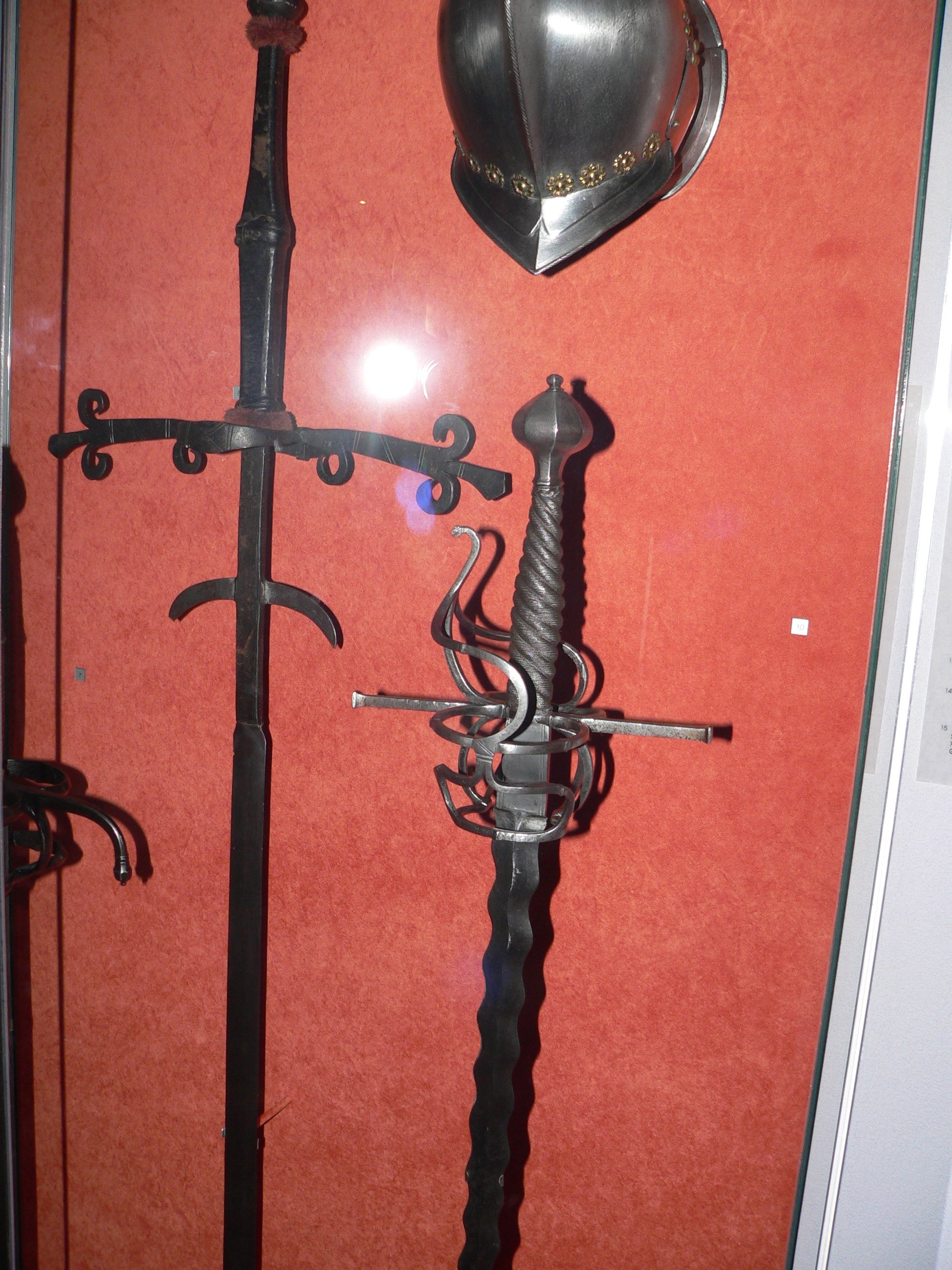
焰形劍身的細劍（右一）。

焰形劍（德語：Flamberge，亦作Floberge或Froberge），或稱波形劍（Wave-bladed sword），是一種有波浪形狀劍身的劍，最早于中世纪出现。名称来源于法语里的火焰。该剑本身有杀伤力高且造成的伤口难治愈的特点，剑长130-150cm，重3-3.5kg。護手刺劍與雙手劍版本的焰形劍是最有名的兩種焰形劍。

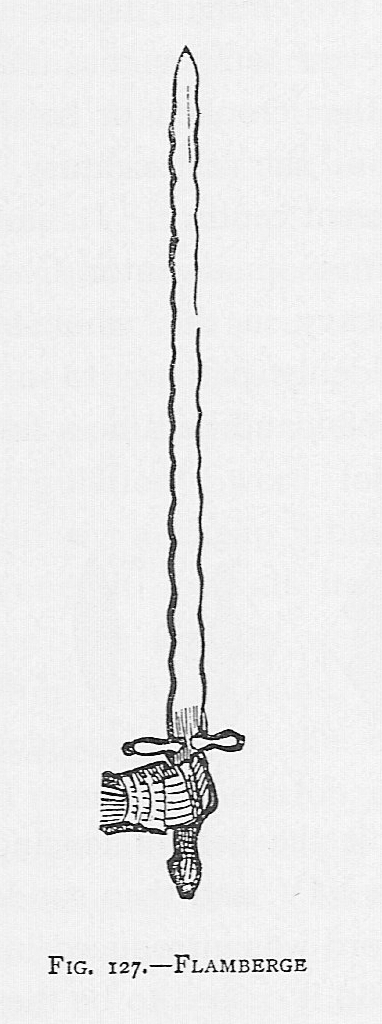
焰形劍身的單手劍。

雙手劍版本的焰形劍最早由查理曼麾下之騎士雷諾·德·蒙托邦（Renaud de Montauban）所使用，盛行於17世紀、18世紀。長約1.5公尺，重約3公斤，因其波形劍刃能有效的讓傷口裂開，使敵人重創而活躍於戰場上。18世紀後因雙手大劍過於笨重而淡出戰場，轉用於儀式之上。

## 外部連結
- A description of the flame-bladed swords. （页面存档备份，存于）

1. ↑  幻想世界史研究會. . 奇幻. 楓樹林出版社. 2016/04/01: 82–83. ISBN 978-986-5688-48-6.